# Rab mugi
Rab mugi, rab mungi (akad. rab mugi, rab mungi) – jedna z najważniejszych wojskowych godności urzędniczych w starożytnej Asyrii i Babilonii; biblijny rab mag z Księgi Jeremiasza (Jr 39:3,13).

## Rab mugiw Asyrii i Babilonii
Zachowane teksty wskazują, iż rab mugi zaliczany był do najbardziej wpływowych urzędników królewskich. Należał on do dworskiej elity i wraz z innymi królewskimi urzędnikami, takimi jak turtānu, nāgir ekalli, rab šāqê, rab ša rēši czy abarakku, zajmował w hierarchii administracyjnej pozycję pomiędzy królem a gubernatorami prowincji. Z tekstów zdaje się wynikać, iż urząd rab mugi powiązany był z wojskiem. Częste wzmianki łączące go z rydwanami, jazdą czy końmi wskazują, iż dowodzić mógł on dużymi jednostkami jazdy lub rydwanów. Istnieją też dowody na to, iż czasami pełnił on również rolę specjalnego królewskiego wysłannika do zagranicznych władców.
Wzmianka w jednym z tekstów o dwóch rab mugi pokazuje, iż w danym czasie tytuł ten nosić mogła więcej niż jedna osoba. Simo Parpola tłumaczy to tym, iż – analogicznie do przypadku królewskiego abarakku i urzędników niższej rangi noszących ten tytuł – również w tym przypadku istnieć musiał jeden „główny” rab mugi (rab mugi króla) oraz szereg niższych rangą urzędników noszących ten tytuł. Tezę tę zdaje się potwierdzać jeden z tekstów, w którym rab mugi występuje jako podwładny gubernatora prowincji.

## Rab mugiw Biblii
W Księdze Jeremiasza tytuł rab mugi (biblijny rab mag) nosi Nergal-szarezer, jeden z dowódców wojskowych babilońskiego króla Nabuchodonozora II (604–562 p.n.e.), uczestniczący w 587 r. p.n.e. w zdobyciu Jerozolimy (Jr 39:3), a następnie pełniący rolę jednego z zarządców wojskowych tego miasta (Jr 39:13). Imię Nergal-szarezer wydaje się być hebrajskim zapisem babilońskiego imienia Nergal-szarru-usur i stnieje duże prawdopodobieństwo, iż wspomnianym tu dostojnikiem był sam Nergal-szarru-usur (Neriglissar), zięć Nabuchodonozora II i późniejszy król Babilonii.
W starszych komentarzach i słownikach biblijnych często znaleźć można informację, iż tytuł rab mag oznaczać miał „przełożonego magów” (ang. chief of the magi). Obecnie wiadomo już jednak, iż tytuł ten odpowiada akadyjskiemu tytułowi rab mugi i nie ma nic wspólnego z perskimi magami.
W polskich przekładach Biblii tytuł ten czasem występuje jako imię własne, a czasem jako – tłumaczona lub nie – nazwa urzędu:
| polskie przekłady Biblii       | miejsce w Biblii                                      | miejsce w Biblii                                      |
| polskie przekłady Biblii       | Księga Jeremiasza (Jr 39:3)                           | Księga Jeremiasza (Jr 39:13)                          |
| ------------------------------ | ----------------------------------------------------- | ----------------------------------------------------- |
| Biblia Tysiąclecia             | „Nergal-sar-eser, rab mag”                            | „Nergal-sar-eser, rab mag”                            |
| Biblia poznańska               | „Nergal Sar-Ecer, Rab-Mag”                            | „Nergal Sar-Ecer, przełożony nad magami”              |
| Biblia warszawska              | „Nergal-Sar-Eser (...), dowódca wojsk liniowych”      | „Nergal Sar-Eser, dowódca wojsk liniowych”            |
| Biblia warszawsko-praska       | „Nergal-sar-eser, główny nadzorca dworu królewskiego” | „Nergal-sar-eser, główny nadzorca dworu królewskiego” |
| Uwspółcześniona Biblia gdańska | „Nergalsarezer, Rabmag”                               | „Nergalsarezer, Rabmag”                               |
| Przekład Nowego Świata         | „rabmag Nergal-Szarecer”                              | „rabmag Nergal-Szarecer”                              |